# 10163 Onomichi
10163 Onomichi eller 1995 BH1 är en asteroid i huvudbältet som upptäcktes den 26 januari 1995 av den japanska astronomen Akimasa Nakamura vid Kuma Kogen-observatoriet. Den är uppkallad efter den japanska staden Onomichi.